# Kbkm wz. 2003
La kbkm wz. 2003 o "karabinek maszynowy wzór 2003" (carabina ametralladora modelo 2003) es una ametralladora ligera calibre 5,56 mm de origen polaco, diseñada a principios de la década del 2000 para reemplazar a la serie PKM de 7,62 mm. Su fabricación es completamente compatible con todos los estándares OTAN. Se desarrollaron dos versiones de esta arma: la Kbkm. 2003S (versión estándar) y la Kbkm. 2003D (versión para transporte aéreo o unidades de asalto) con cañón más corto. Fue puesta a pruebas y no ha sido adquirida por el Ejército polaco.